# Скрябінське сільське поселення
Скря́бінське сільське поселення (рос. Скрябинское сельское поселение) — муніципальне утворення у складі Лямбірського району Мордовії, Росія. Адміністративний центр — село Скрябіно.

## Населення
Населення — 597 осіб (2019, 669 у 2010, 694 у 2002).

## Склад
До складу поселення входять такі населені пункти:
| Населений пункт        | Населення, осіб (2002) | Населення, осіб (2010) |
| ---------------------- | ---------------------- | ---------------------- |
| Єкатериновка, присілок | 24                     | 19                     |
| Павловка, село         | 203                    | 206                    |
| Піксаур, селище        | 11                     | 7                      |
| Скрябіно, село         | 456                    | 437                    |